# Métayage en Italie
Pour un article plus général, voir métayage.
Le métayage (en italien : mezzadria) apparaît en Italie au Moyen Âge dans les territoires ruraux conquis par les communes comme le contado médiéval de l'Italie du Nord.

## Étymologie
Le terme mezzadria est issu du bas latin et signifie « celui qui divise par moitié ».

## Description
Il s'agit d'un contrat agraire d'association par lequel un propriétaire terrien, le « concédant » (concedente), et un cultivateur (mezzadro), se partagent, généralement par moitié, les produits et les bénéfices d'une exploitation agricole (en italien : podere). La direction de l'exploitation revient au concedente. Le mezzadro représente toute la famille appelée famiglia colonica. La colonia parziaria (en français : « colonat partiaire »), est une forme de métayage où le cultivateur appelé colono (en français : « colon ») souscrit des obligations uniquement pour lui-même et non pour sa famille.
Podere (en français : « champs »), famiglia colonica (« famille »), casa rurale (« maison ») et proprietà (« propriété ») constituent une structure harmonieuse et indivisible avec ses obligations, droits et devoirs pour les parties contractantes. La répartition du profit se fait selon le principe de la moitié. Néanmoins, dans certains cas ce principe a été ignoré au profit du concedente jusqu’à provoquer dans les zones surpeuplées, où les terrains ne pouvaient répondre économiquement à l'augmentation démographique à cause de leur faible productivité, à faire émerger des formes larvées de subordination. Cependant, le métayage a produit des effets bénéfiques dans les zones où les terrains étaient les plus productifs et à faible densité de population.

## Historique du métayage en Italie
Le métayage se diffuse partout en Europe à partir du Bas Moyen Âge comme rapport productif encadré dans le système féodal. En Italie, il fut particulièrement important en Toscane. Depuis le début du XIIIe siècle dans la péninsule italienne, les communes ont entrepris une conquête impressionnante sur les campagnes environnantes, formant ainsi le contado (un territoire dépendant d'une cité) ; une conquête qui permit d'affirmer leur pouvoir respectif et de tisser avec l'espace rural des liens étroits, politiques ou commerciaux. Grâce à de nombreuses méthodes, ces liens se sont davantage resserrés, au début du XIVe siècle, permettant ainsi à la ville, plus soucieuse du ravitaillement et peuplée de négociants en produits alimentaires, de dominer entièrement l'économie rurale. Dans ces campagnes, se généralisa très précocement ce que l'on appelle le contrat de mezzadria (« métayage ») ; un contrat qui prévoyait entre les deux contractants le partage des bénéfices issus de la terre par moitié comme son nom l'indique.
Assurant au propriétaire du fonds un revenu substantiel sans grands investissements, le métayage constitua à terme un frein à l'introduction de méthodes entrepreneuriales en agriculture, avec la conséquence d'une faible productivité des terres. Le législateur moderne a de ce fait cherché à abolir ou tout au moins à décourager cette forme de rapport. Du point de vue historique, le recours au métayage est cependant propre aux régions dans lesquelles existait un développement des techniques d'agronomie et considérée de ce fait comme une phase de passage de l'agriculture traditionnelle à l'agriculture moderne. Dans la Ferrare de la deuxième moitié du XVe siècle des métairies étaient créées sur des terrains situés à l'intérieur de terres récemment bonifiées dans le but de pourvoir à la maintenance, à la poursuite de l'œuvre de bonification et donc à l'augmentation dans le temps de la valeur des possessions obtenues en concession. Le contrat de mezzadria a été au centre d'une polémique séculaire entre ses partisans, qui y voyaient un instrument d'évolution des classes paysannes, et ses adversaires, qui dénonçaient un résidu de l'oppression médiévale retardant le progrès agricole. Les premières critiques institutionnelles émanèrent du marquis florentin Cosimo Ridolfi qui, dans les Lezioni orali di Agraria (« Leçons orales d'agriculture », qu'il donna, pendant deux ans, le dimanche, à Empoli, à un public de propriétaires et de fermiers, analysa avec une clarté exemplaire les avantages et les limites du contrat, en proposant un jugement tellement équilibré qu'aucun des critiques et des partisans ne fut en mesure de le reproduire.

## Apparition des contrats demezzadria
Les premiers contrats de mezzadria apparaissent en Toscane, dans les premières décennies du XIIIe siècle, en 1221 pour le territoire de Sienne. Ces contrats s'insèrent dans un contexte tout à fait nouveau. La progression de l'économie des villes, en contribuant à la dissolution du fief et à la mise en place de la libre propriété, a affranchi peu à peu les terres des baux à long terme (elle cassa donc la tradition de longue durée qui avait été le fondement des contrats du Haut Moyen Âge). De plus, ces contrats ont vu le jour quand les grandes familles bourgeoises des villes ont voulu réinvestir les capitaux dans la terre. Sienne, se trouvant près de Florence, contrôle alors un contado assez ample, surtout en considération du poids démographique et politique de la ville ; se formait alors un vaste « royaume », où l'ample disponibilité de ressources agricoles attirait toujours plus l'attention des couches supérieures de la ville. Mais, à la fin du XIIIe siècle, la situation économique à Sienne, et dans la Toscane en général, tend à décliner : le refuge de la terre est donc la seule solution de préserver la puissance des grands lignages citadins ; l'investissement dans la propriété foncière prenait progressivement la place de l'activité mercantile et bancaires au niveau international. Pour la Sienne du Bas Moyen Âge, l'étude de la propriété terrienne est donc un instrument important pour comprendre l'évolution de l'économie et de la société, à la fois rurale et citadine.

## Principes du contrat demezzadria

### Durée des contrats
Pour la plupart, ces contrats de mezzadria sont d'une durée de un à cinq ans mais nous assistons à une généralisation d'une durée de cinq ans permettant ainsi au propriétaire de réajuster les baux à chaque échéance. Ainsi, lors de ce bail à court terme, le mezzadro (« métayer ») recevait l'exploitation équipée, à charge de remettre au patron la moitié de tous les fruits issus de ces terres. Souvent, ces baux de cinq ans correspondait à une phase de croît adulte des animaux ; cela permettait donc au propriétaire d'acquérir davantage de richesses ; ces contrats agraires de brève durée continuèrent d'ailleurs à se développer tout au long du XIVe siècle. L'idéal pour les propriétaires était évidemment de ne pas morceler l'exploitation du domaine qu'ils avaient acquis (soit donné par leur ancêtre, ou tout simplement acheté), afin que leur puissance, leur emprise demeure étalée sur tout le terroir, voire aux alentours : ainsi, la confier tout entière au paysan en un seul bloc cohérent de labour, de prés et de vignes restait la meilleure solution. Nous assistons alors à la constitution d'un podere fait d'un seul tenant, rendant, par conséquent, l'exploitation tout à fait cohérente.

### Un nouveau type de rapport entre propriétaire et paysan
La mezzadria (« métairie ») est une exploitation groupée, avec des bâtiments d'habitation où résident le mezzadro et sa famille et dans laquelle le preneur s'engage à verser au possesseur du bien une part des récoltes (la moitié, ou le plus souvent moins de la moitié). Le contrat de mezzadria est exemplaire de l'affaiblissement de la position du paysan face aux propriétaires. Il se caractérise par sa durée limitée, parfois très brève, ainsi que par l'organisation de la redevance. Celle-ci prévoit trois clauses caractéristiques : une obligation de résidence de la part de l'exploitant ; le partage des fruits à compte-demi entre le bailleur et le preneur ; la participation du propriétaire à l'investissement nécessaire au fonctionnement de l'exploitation concédée.
Les investissements initiaux sont partagés par moitié. L'objectif pour le propriétaire est de recevoir chez lui les produits de son alimentation courante, et est éventuellement de mettre sur le marché les excédents. Quant au mezzadro, le sien est de tout simplement nourrir sa famille en autosuffisance. Il pratique donc la polyculture : blé, vigne, olivier, petit élevage. La création de mezzadrie (« métairies ») s'accompagne du rassemblement des terres, l'appoderamento, pour former un podere, une exploitation d'un seul tenant, qui entraîne la restructuration du paysage agraire et de l'habitat.

### Le travail honnête dumezzadro
Le bailleur intervient souvent directement dans la gestion de l'exploitation (le choix des productions, etc.), mais c'est le mezzadro, le métayer donc, qui gère au quotidien la gestion et l'exploitation du podere. Le mezzadro était sur le fonds à n'importe quel moment de la journée (on lui défendait en effet, de prêter ailleurs son travail contre rémunération tout comme les membres de sa famille). Il jouissait, d'ailleurs, de peu de liberté dans la gestion de son fonds et acceptait les cultures imposées par son maître. Les mezzadri offraient leur savoir-faire et leur travail, mais ils manquaient de capital. Ce qu'ils tiraient de la terre n'apparaît non pas comme un partage d'un profit entre deux entrepreneurs aux compétences diverses, comme c'est le cas dans les contrats d'associations en ville, mais comme la rémunération d'un travail, comme un salaire, ou comme une variation autour du salaire.
Le bailleur se devait également de surveiller le mezzadro, qui pouvait dissimuler une partie des « fruits », d'où l'habitude qui s'instaura fréquemment de réduire la périodicité des baux et le remplacement, moins exceptionnel qu'on ne le pense, du métayage par le fermage ; fermage qui a revêtu différentes formes, dans sa durée d'abord, puisqu'au bail perpétuel, ou au bail à une ou deux vies, on préféra des contrats temporaires, en fonction du cycle des cultures. Le concédant révisait périodiquement leurs clauses, les adaptait au mouvement des prix et aux conditions des marchés, disposait des terres à l'expiration de l'accord, s'adressait à un tiers ou conservait sa confiance à l'ancien preneur.
D'ailleurs, aux côtés de la casa dei lavoratori (« la maison des travailleurs »), on ajoutait souvent une casa da signore (littéralement, « une maison de seigneur ») dans laquelle le propriétaire pouvait résider, récolter les produits et donc, surveiller les opérations agricoles. Le mezzadro était tenu de réaliser quelques améliorations ou entretenir tout simplement le podere (comme creuser des fossés ou planter des arbres par exemple). Le travail du mezzadro se traduisait donc par la recherche d'une meilleure productivité et d'une agriculture intensive : le métayer disposait donc des aliments nécessaires pour subsister et le propriétaire, d'aliments directement commercialisables.

### Le partage des bénéfices entre lemezzadroet le propriétaire
Le partage de la production s'effectue selon des proportions variables, le plus souvent par moitié mais aussi dans des rapports plus favorables au cultivateur. La part du seigneur ou du propriétaire était très variable. Ce n'était pas toujours la moitié, elle pouvait être des deux tiers, du tiers, plus basse encore pour les terres moins fertiles. Le croît était divisé entre les contractants, le bailleur avait sa part des rendements et de son côté, le gestionnaire-exploitant était intéressé au profit de la terre, dont il percevait une fraction. La production du podere géré en mezzadria était plus aisément dirigée par le propriétaire vers des produits d'écoulement plus facile qu'en général refusaient les paysans et qui étaient donc peu cultivés sur des fonds donnés en location. C'est au propriétaire de jouir en délais réduits des améliorations de cultures rendues possibles, soit par le travail plus intense du cultivateur (étroitement contrôlé et résidant sur le terroir), soit parce que les capitaux engagés par le propriétaire, en prévision d'une rapide contrepartie, permettaient l'implantation des cultures, telles que les vignobles, plus coûteuses mais plus rentables, et le large emploi des bœufs.

## Fin du métayage
En droit italien, la mezzadria et les contrats similaires sont régis par les articles 2141 et suivants du code civil. La loi no 756 du 15 septembre 1964 interdit, à partir du 23 septembre 1974, la conclusion de nouveaux contrats de mezzadria, colonia parziaria (« colonat partiaire ») ou soccida (« bail à cheptel »), et la loi no 203 du 3 mai 1982 prévoit la conversion de ceux existants en contrats de loyer ou coltivatore diretto, à la demande d'une seule des parties.

## Contrats voisins
La conception du rapport dans le bail à cheptel (soccida) est analogue. Il ne concerne pas une terre mais un troupeau de bétail, avec ou sans attribution de pâturages. Les deux parties du contrat s'appellent dans ce cas respectivement soccidante et soccidario.